# Балан, Денис Дмитриевич
Дени́с Дми́триевич Бала́н (укр. Денис Дмитрович Балан; род. 18 августа 1993, Одесса) — украинский футболист, защитник

## Карьера
Воспитанник одесского футбола. Начал футбольное обучение в ДЮСШ-11, а в 2009 году перешел в школу киевского «Динамо».
С лета 2010 года находился в структуре «Динамо» (Киев), где первые два сезона выступал за молодежную команду.
Летом 2012 года на правах аренды перешел в днепропетровский «Днепр», где до конца года играл за молодежную команду. После чего вернулся в Киев, где был заявлен за «Динамо-2».
Затем во Второй лиге выступал в составе одесской «Реал Фармы». В 2015—2017 годах играл за черкасский «Днепр».
Летом 2017 перешел в одесский «Черноморец». 30 июля 2017 дебютировал в Премьер-лиге в матче против «Мариуполя» (0:3). Всего в июле-августе Балан сыграл три матча в Премьер-Лиге Украины, но из-за увольнения главного тренера клуба Александра Бабича покинул клуб и вскоре вернулся в первую лигу, став игроком «Ингульца».